# 風がそよぐ場所
『風がそよぐ場所』（かぜがそよぐばしょ）は、小松未歩の9枚目のシングル。1999年6月30日にGIZA studioより発売された。規格品番はGZDA-1006。

## 背景
前作「最短距離で」からわずか約1ヶ月半後に発売され、アニメソングタイアップ作品となるのは前年に発表した「氷の上に立つように」以来となった。
この作品が8cmCDとして最後のリリースとなり、次作の「あなたがいるから」からは、マキシシングルでのリリースとなった。

## 記録
オリコン最高位9位にチャートインし、累計売上枚数は15万枚を記録している。

## 収録曲
| 全作詞・作曲: 小松未歩、全編曲: 古井弘人。 |                                      |          |            |      |
| #                                          | タイトル                             | 作詞     | 作曲・編曲 | 時間 |
| 1.                                         | 「風がそよぐ場所」                   | 小松未歩 | 小松未歩   | 4:16 |
| 2.                                         | 「elephant」                         | 小松未歩 | 小松未歩   | 4:16 |
| 3.                                         | 「風がそよぐ場所」(original karaoke) | 小松未歩 | 小松未歩   | 4:16 |
| 4.                                         | 「elephant」(original karaoke)       | 小松未歩 | 小松未歩   | 4:16 |
| 合計時間:                                  | 合計時間:                            | 17:04    |            |      |

## 収録アルバム
- 『小松未歩 3rd〜everywhere〜』(#1)
- 『小松未歩ベスト〜once more〜』(#1)

### リミックス
- 『WONDERFUL WORLD 〜SINGLE REMIXES & MORE〜』(#1) ※『風がそよぐ場所 <Bootee's electro dub mix radio edit>』

## タイアップ
- CBC制作・TBS系列テレビアニメ『モンスターファーム 〜円盤石の秘密〜』オープニングテーマ[2] (#1)
- CBC制作・TBS系列テレビアニメ『モンスターファーム 〜円盤石の秘密〜』第48話エンディングテーマ[2] (#1)